# Macedonia Vardarului

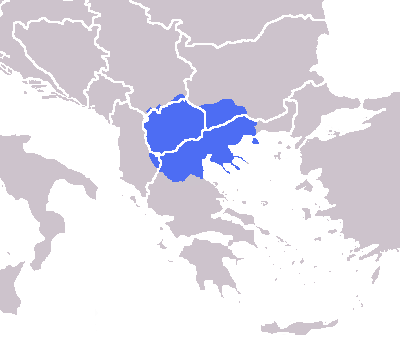
Teritoriile din Peninsula Balcanică asociate cu Macedonia

Macedonia Vardarului (în macedoneană și sârbă Вардарска Македонија, Vardarska Makedonija, în bulgară Вардарска Македония, transliterat: Vardarska Makedoniia) este un teritoriu geografic care corespunde in principal cu teritoriul statului Macedonia de Nord de astăzi, incluzând, de asemenea, câteva localități din Serbia și Kosovo. 